# Littérature galloise
Pour un article plus général, voir Littérature britannique.
 (janvier 2025).
L'expression  littérature galloise peut être utilisée à propos de n'importe quelle littérature provenant du Pays de Galles ou d'écrivains gallois. Mais elle est plus généralement utilisée à propos de littérature écrite en gallois. En effet, la littérature d'auteurs gallois de langue anglaise est généralement appelée littérature anglo-galloise ou littérature galloise de langue anglaise.

## Ancienneté
La littérature galloise est considérée comme l’une des plus anciennes d’Europe après les littératures grecque et latine.
La tradition littéraire galloise, toujours bien vivante, remonte en effet au VIe siècle.
Ses heurs et malheurs sont ceux, au long des siècles, de la langue galloise. 
Aujourd’hui encore la langue du Moyen Âge est compréhensible pour le locuteur de gallois.
- Geoffroy de Monmouth (1095-1155)
- Caradoc de Llancarfan (1090c-1156)
- Giraud de Barri (12ème s.)
- Livre noir de Carmarthen (vers 1250)
- Livre rouge de Hergest (vers 1400)

## Moyen Âge
Les premières traces écrites de gallois datent de la période des années  400 à 700, et la plus ancienne littérature galloise c’est la poésie de cette époque.

### Poésie Héroïque
La tradition poétique représentée par ce qu'on appelle les Cynfeirdd  (poètes anciens) a survécu plus de mille ans (jusqu'à l'époque des poètes de la noblesse du XVe siècle). 
Au centre de cette tradition est la poésie héroïque dont le premier représentant est Taliesin. 
La louange du prince de son courage et de sa générosité, est le thème constant.
Le but est de maintenir uns société guerrière et d'encourager au combat.
Le poète ne juge pas, n'a pas de sentiment. 
La louange ne s'adresse pas qu'aux vivants, mais aussi aux morts dont il faut aider les âmes  à entrer au paradis, et en même temps encourager les  vivants à prendre la place au combat.
Un autre aspect réside dans le professionnalisme des poètes et le fait qu'il  dépendent donc  de leurs mécènes, rois, princes ou nobliaux pour vivre.
Hywel ab Owain Gwynedd, fils du roi de Gwynedd, n'avait pas les soucis financiers de ses confrères. Il écrivit les premiers poèmes d'amour gallois connus, sans doute sous l'influence des romans courtois.
- Gautier Map (1140-1210)

### Métier de barde
La chute du royaume de Gwynedd et la perte de l'indépendance galloise en 1282  mit à mal la tradition mais celle-ci se ne s'interrompit pas malgré la crise.  Elle s'adapta et introduisit  la métrique des cywydd, une réduction de l'importance des louanges au mécène, et la relation de dépendance des poètes avec l'aristocratie nourricière.
Le professionnalisme dans la tradition poétique étaient maintenu par une Guilde de poètes, ou Ordre Bardique, ayant son propre règlement, lequel insistait sur le professionnalisme et l'art du poète. 
Selon ces règles il fallait un apprentissage de neuf ans avant qu'un poète ne soit dûment qualifié.
Les règles établissaient le mode de paiement du barde, qui variait selon la longueur du temps de sa formation et selon la demande à certaines périodes de l'année.
- Siôn Cent (en) (1400-1445)

### La prose et lecyfarwydd
Mais rois, princes et nobles, avaient, outre leur barde de cour, leur conteur ou cyfarwydd (on prononce à peu près [këvarwiz]).
Eux aussi étaient des professionnels. Mais  contrairement aux poètes gallois il ne reste pas grand chose de leurs œuvres. Ce qui a survécu ce sont des créations littéraires basées sur des récits que ces conteurs racontaient. Ces contes sont connus sous le nom de Mabinogion.
La prose galloise du Moyen Age ne se réduit pas à ces contes traditionnels, elle inclut aussi un ensemble d'ouvrage parfois religieux, parfois d'intérêt pratique, sans oublier une grande quantité de traductions d'autres langues.

## XVIeetXVIIesiècles
Ce sont deux siècles de grand bouleversement dans la société, en Galles comme dans toute l'Europe. C'est à cette époque que les fondations du Pays de Galles d'aujourd'hui ont été construites, tant dans le domaine politique que dans les domaines sociaux et économique.
Dans les actes législatifs établis dans la période 1535-1542, le Pays de Galles fut annexé et complètement intégré au royaume d'Angleterre, y laissant ses derniers vestiges d'indépendance légale.
- William Vaughan (écrivain) (1575-1641)
- John Protheroe (1582-1624)
- Ellis Wynne (1671-1734)

## XVIIIesiècle
- Iolo Morganwg (1747-1826)
- Edward Davies (celtiste) (1756-1831)

## XIXesiècle
- Samuel Warren (écrivain) (1807-1877)
- Charles Ashton (1848-1899), historien

## XXesiècle
Dès la fin du XIXe siècle et tout au long du XXe, la littérature galloise a fait apparaître que la langue devenait un symbole de plus en plus politique. Deux des plus grandes personnalités de cette période de l'histoire de la littérature galloise sont le prolifique  Saunders Lewis (1893-1985) et l'écrivaine  Kate Roberts (1891-1985), ainsi que le poète d'origine galloise Dylan Thomas (1914-1953).
John Cowper Powys (1872-1963), romancier et philosophe anglo-gallois, est de langue anglaise.
Robin Llwyd ab Owain est désormais le grand poète gallois.
Autres grands noms :
- Edward Tegla Davies (1880-1967)
- David Grenfell (1881-1968)
- Thomas Edward Lawrence (1888-1935)
- Ivor Novello (1893-1951)
- James Hanley (1897-1985)
- Rhys Davies (1901-1978)
- Vernon Watkins (1906-1967)
- Gwynfor Evans (1912-2005)
- Alexander Cordell (1914-1997)
- Roald Dahl (1916-1990)
- Denys Val Baker (1917-1984)
- Cledwyn Hughes (1920-1978)
- Dick Francis (écrivain) (1920-2010)
- Raymond Williams (1921-1988)
- Dannie Abse (1923-2014)
- Peter George (auteur) (1924-1966)
- David Williams (écrivain) (1926-2003)
- Bill James (1929-)
- Janet Todd (1942-)
- Iain Sinclair (1943-)
- Ken Follett (1949-)
- Russell T Davies (1963-)
- Mike Dash (1963-)
- Alastair Reynolds (1966-)
- Owen Sheers (1974-)

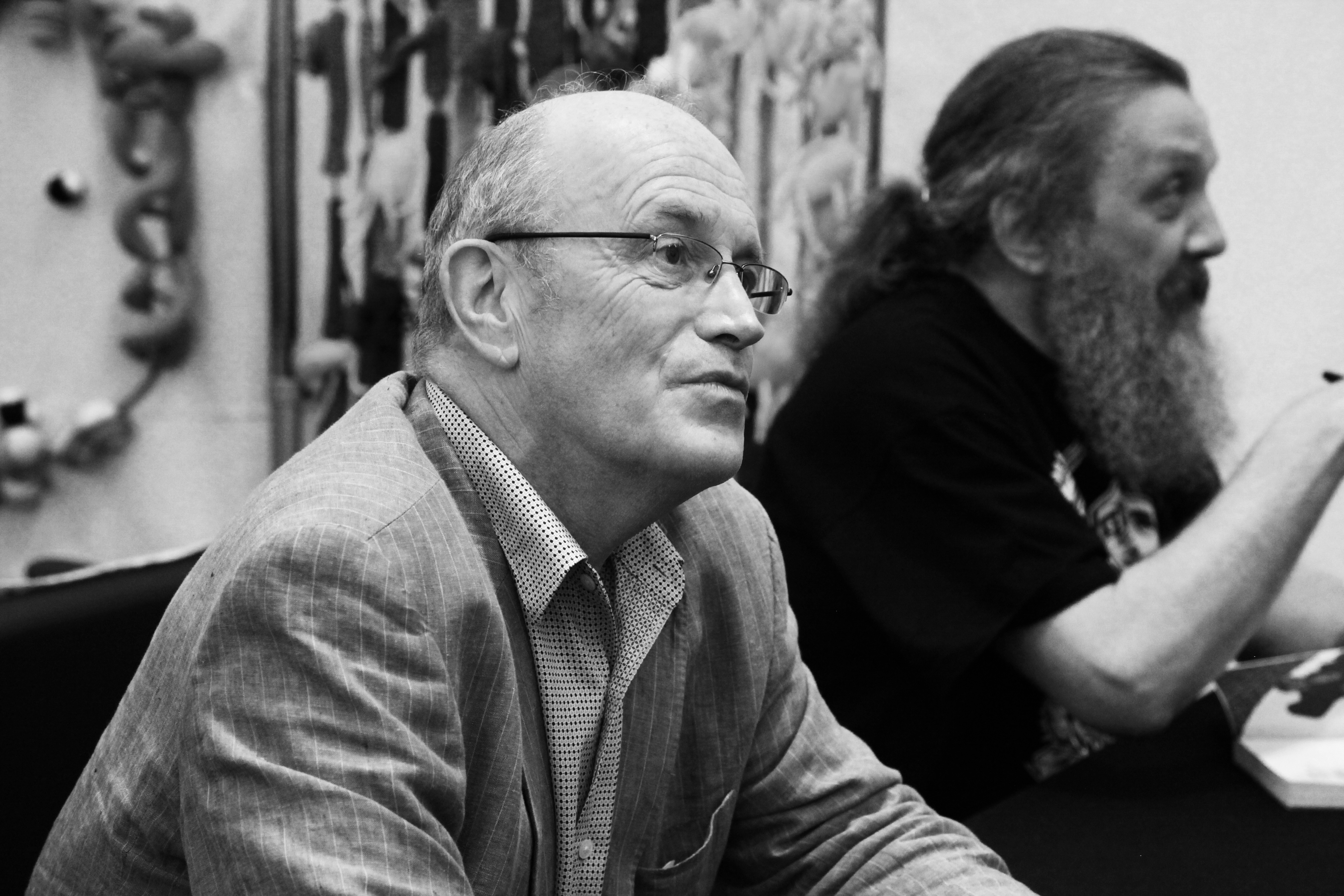
Iain Sinclair
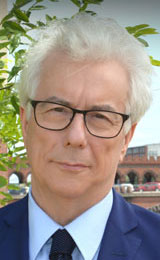
Ken Follett
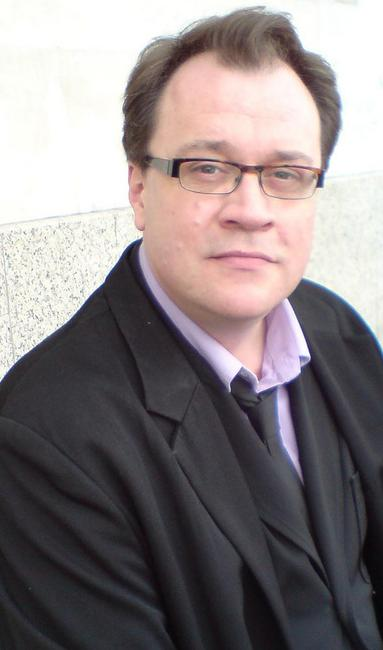
Russell T Davies
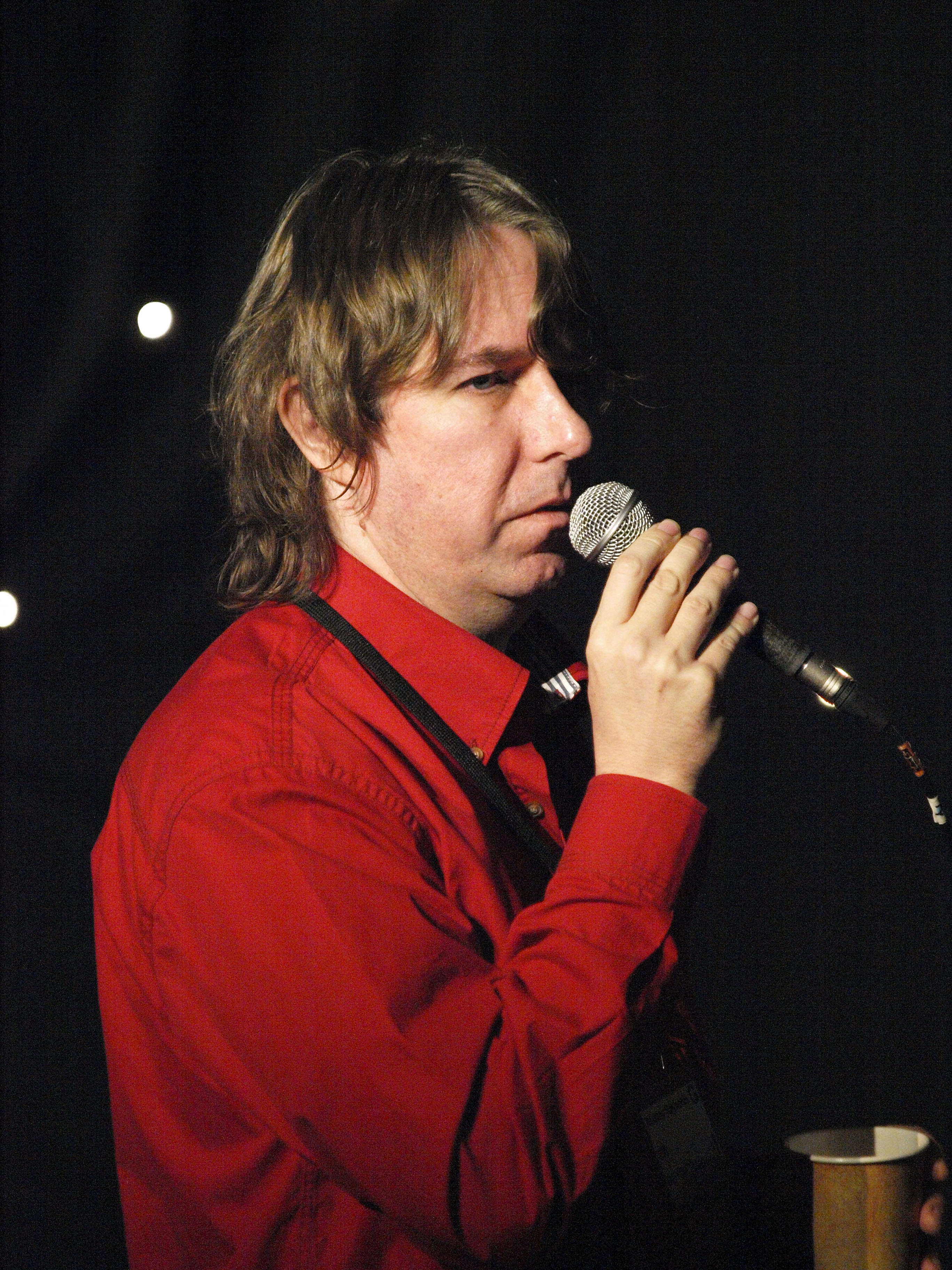
Alastair Reynolds
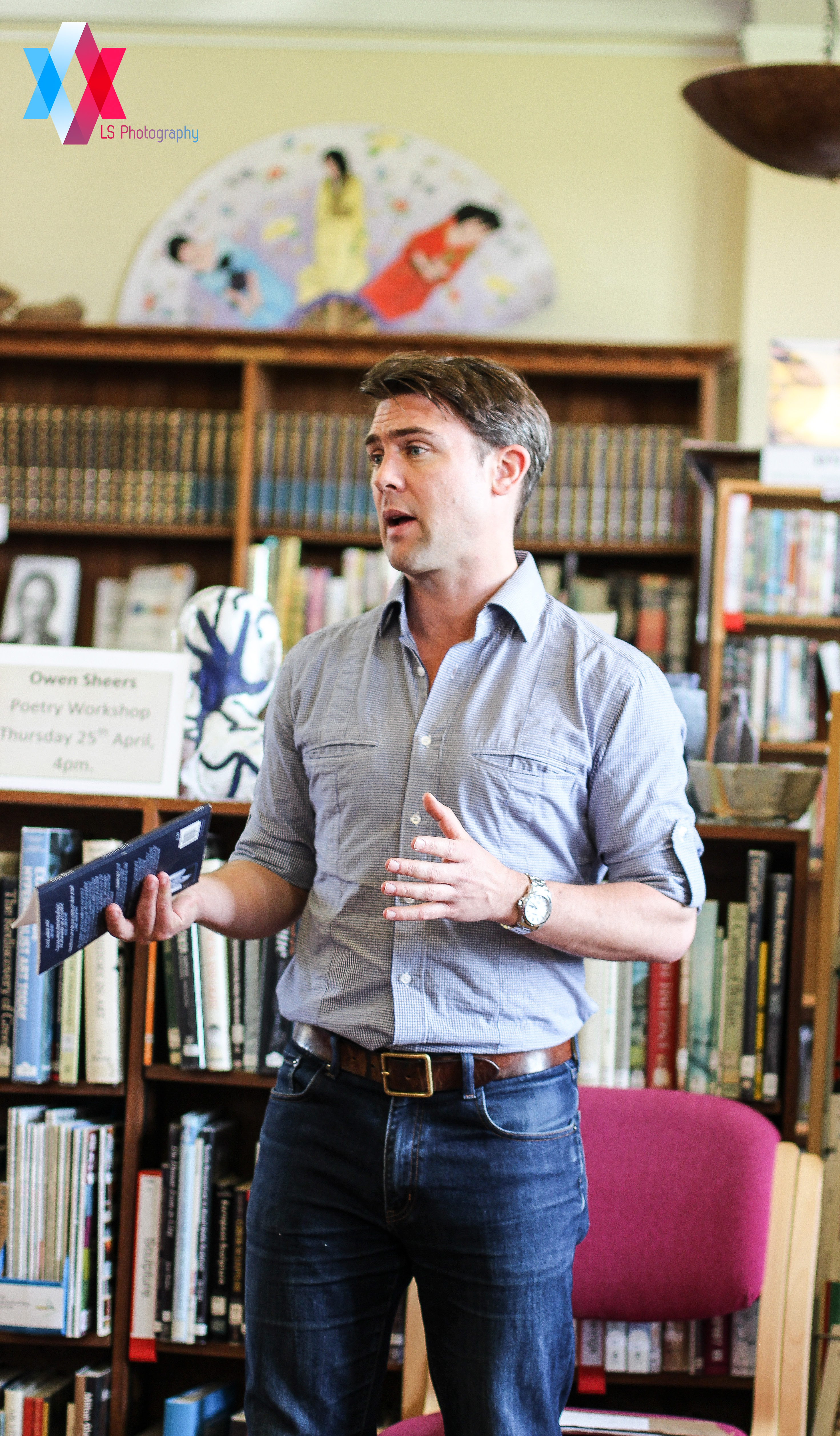
Owen Sheers